# Sustjepan
Sustjepan (italsky Santo Stefano) je vesnice a přímořské letovisko v Chorvatsku v Dubrovnicko-neretvanské župě, spadající pod opčinu města Dubrovník. Nachází se na jižním pobřeží zálivu Rijeka dubrovačka, asi 3 km severovýchodně od Dubrovníku. V roce 2011 zde žilo celkem 323 obyvatel.
Vesnice je napojena na silnici D420. Sousedními vesnicemi jsou Čajkovići a Mokošica, sousedním městem Dubrovník.